# Tôma Nguyễn Văn Tân
Tôma Nguyễn Văn Tân (1940 – 2013) là một Giám mục người Việt Nam của Giáo hội Công giáo Rôma. Ông từng đảm trách vai trò Giám mục chính tòa Giáo phận Vĩnh Long từ năm 2001 đến khi qua đời. Trước đó, ông đảm nhận vai trò giám mục phó giáo phận Vĩnh Long từ năm 2000. Khẩu hiệu Giám mục của Tôma Nguyễn Văn Tân là Hành trình trong Đức Ái.
Nguyễn Văn Tân sinh ra ở Trà Vinh trong một gia đình nông dân. Con đường tu trì bắt đầu từ năm 13 tuổi, khi cậu Tân vào Tiểu chủng viện Vĩnh Long, sau đó học tại Giáo hoàng học viện Thánh Piô Đà Lạt và được thụ phong linh mục năm 1969. Sau khi được truyền chức, Nguyễn Văn Tân làm Giáo sư Tiểu Chủng viện Vĩnh Long trong thời gian ngắn và đến Rôma tu học tốt nghiệp Tiến sĩ Thần học và trở về nước năm 1974. Trong thời gian tại Việt Nam, ông lần lượt thực hiện việc mục vụ trong giáo phận Vĩnh Long: giáo sư môn Thần học Luân lý, phụ trách nhà thờ chủng viện, phụ trách các lớp Tiền Chủng viện của giáo phận Vĩnh Long.
Năm 2000, giáo hoàng Gioan Phaolô II bổ nhiệm linh mục Tôma Nguyễn Văn Tân làm giám mục phó giáo phận Vĩnh Long, thay thế giám mục phó Raphael Nguyễn Văn Diệp về hưu. Tháng 7 năm 2001, giám mục chính tòa Nguyễn Văn Mầu từ chức, giám mục Tân kế vị chức giám mục chính tòa giáo phận Vĩnh Long.
Ngày 17 tháng 8 năm 2013, giám mục Tôma Nguyễn Văn Tân qua đời sau một cơn đột quỵ, vì chưa có giám mục phó nên giáo phận Vĩnh Long trống tòa. Hội đồng linh mục bầu linh mục Phêrô Dương Văn Thạnh làm giám quản. Tháng 10 năm 2015, giáo hoàng Phanxicô bổ nhiệm linh mục Phêrô Huỳnh Văn Hai làm tân giám mục Vĩnh Long.

## Thân thế và tu tập
Nguyễn Văn Tân sinh ngày 27 tháng 12 năm 1940 tại xã Đại Phước, huyện Càng Long, tỉnh Trà Vinh, thuộc họ đạo Bãi Xan, Giáo phận Vĩnh Long. Song thân là ông Tađêô Nguyễn Văn Phúc và thân mẫu là bà Maria Lê Thị Bông. Cậu Tân là người con út trong gia đình gồm bảy người con, sáu trai và một gái. Vào thời niên thiếu, cậu sống trong một gia đình nông thôn vùng đồng bằng sông nước nằm cạnh nhà thờ của họ đạo Bãi Xan. Mỗi ngày cậu Tân dậy rất sớm, tuy gặp khá nhiều khó khăn và nguy hiểm nhưng cậu mỗi sáng vẫn đi qua cây cầu tre, băng qua rạch Giồng Tượng đến nhà thờ tham dự lễ. Câu chuyện về sự siêng năng việc học hỏi giáo lý của cậu bé Tân vẫn còn được người xưa kể lại.
Con đường tu trì của Nguyễn Văn Tân bắt đầu khi gia đình cho cậu nhập Tiểu chủng viện Vĩnh Long vào ngày 1 tháng 9 năm 1953. Sau khi hoàn tất chương trình Tiểu chủng viện, chủng sinh Tân theo học Triết học và Thần học tại Giáo hoàng học viện Thánh Piô X Đà Lạt từ tháng 7 năm 1961 và tốt nghiệp với văn bằng Cử nhân thần học vào tháng 6 năm 1970.

## Linh mục
Sau quá trình tu học, thầy Tôma Nguyễn Văn Tân được thụ phong linh mục ngày 21 tháng 1 năm 1969 tại Nhà thờ chính tòa Vĩnh Long. Kể từ khi tốt nghiệp Giáo hoàng học viện Thánh Piô X, ông được bổ nhiệm làm giáo sư Tiểu Chủng viện Vĩnh Long và đảm nhận vai trò này trong thời gian ngắn từ năm 1970 đến 1971. Sau đó, linh mục Tân được cho đi Roma du học tại Đại học Giáo hoàng Gregoriana tháng 9 năm 1971 và tốt nghiệp Tiến sĩ Thần học về Hy tế. Sau khi về nước tháng 3 năm 1974, ông được bổ nhiệm làm Giáo sư Đại chủng viện Vĩnh Long.
Năm 1975, linh mục Nguyễn Văn Tân gặp nhiều điều khiến ông đau khổ: người anh và những người thân quen đã qua đời, các linh mục bằng hữu bị đưa đi cải tạo. Nhà thờ bị đóng cửa, nhiều người di tản. Riêng giáo phận Vĩnh Long mất mảnh đất nhà chung, nhà nguyện, gây tổn thất khá lớn cho giáo phận. Hai lần linh mục Tân trở về quê để cử hành lễ an táng cha mẹ tại nghĩa trang Công giáo (thường gọi là Đất Thánh) của họ đạo Bãi Xan. Sau này khi đã trở thành giám mục, mỗi năm, ông đều về thăm quê nhà hai lần cử hành thánh lễ cầu nguyện cho tổ tiên.
Ngày 7 tháng 9 năm 1977, chính quyền tỉnh phong tỏa, khám xét Thánh Giá Học Viện trên đường đường Phạm Thái Bường (tên cũ là Khưu Văn Ba), dòng Thánh Phaolô và Đại chủng viện giao phận Vĩnh Long. Sau cuộc khám xét này, chính quyền đã thu hồi và sau đó tiếp quản toàn bộ cơ sở, tài sản và cho điều tra những người phụ trách trong số đó có linh mục Nguyễn Văn Tân. Nói về ngày này trong một bức thư gửi tín hữu năm 2008, ông nhận định đây là ngày đại nạn của giáo phận Vĩnh Long.
Linh mục Nguyễn Văn Tân phụ trách nhà thờ chủng viện trong khoảng thời gian từ năm 1980 đến năm 2000. Ngoài ra, ông còn đảm nhận công việc giáo sư ngoại trú môn Thần học Luân lý của Đại chủng viện Thánh Quý tại Cái Răng, Cần Thơ trong giai đoạn từ cuối năm 1988 đến năm 2000. Song song với các công việc trên, từ năm 1992 đến năm 2000, linh mục Tân phụ trách quản nhiệm các lớp Tiểu chủng viện của giáo phận Vĩnh Long.

## Thời kì làm Giám mục

### Giám mục Phó Vĩnh Long
Ngày 27 tháng 5 năm 2000, Giáo hoàng Gioan Phaolô II bổ nhiệm linh mục Tôma Nguyễn Văn Tân làm giám mục phó giáo phận Vĩnh Long để thay thế giám mục Raphael Nguyễn Văn Diệp về hưu vì lý do sức khoẻ. Cùng trong đợt bổ nhiệm này, giáo hoàng còn bổ nhiệm linh mục Phaolô Tịnh Nguyễn Bình Tĩnh làm giám mục phó Giáo phận Đà Nẵng. Tính đến năm 2014, Đức cha Nguyễn Văn Tân là giám mục duy nhất xuất thân từ Tiểu chủng viện thánh Philipphê Phan Văn Minh.
Ngày 15 tháng 8 năm 2000, giáo phận Vĩnh Long tổ chức ba dịp kỉ niệm: 60 năm linh mục của giám mục chính tòa Giacôbê Nguyễn Văn Mầu, ngân khánh giám mục của nguyên giám mục phó Raphael Nguyễn Văn Diệp đồng thời là lễ tấn phong giám mục của tân giám mục Nguyễn Văn Tân. Phần nghi thức truyền chức giám mục được cử hành bởi vị chủ phong là giám mục Giacôbê Nguyễn Văn Mầu và hai vị phụ phong là giám mục chính tòa Giáo phận Qui Nhơn Phêrô Nguyễn Soạn và giám mục Nguyễn Văn Diệp. Tân giám mục chọn cho mình khẩu hiệu: "Ambulate in Dilectione" ("Hành trình trong Đức Ái").
Lễ tấn phong giám mục được tổ chức sáng ngày 15 tháng 8 tại nhà thờ chính tòa Vĩnh long. Cử hành buổi lễ có khoảng 14 giám mục cùng với khoảng 300 linh mục thuộc nhiều giáo phận đồng tế. Tham dự lễ tấn phong còn có các tu sĩ nam nữ, các thân nhân của các giám mục dâng lễ và các đại diện các giáo xứ, giáo dân. Riêng thành phần giáo dân tham gia rất đông, và có một số phải dự lễ bên dưới tầng hầm nhà thờ thông qua hệ thống các màn hình chiếu trực tiếp. Giáo hoàng Gioan Phaolô II cũng gửi tông sắc bổ nhiệm, trong văn thư có đoạn:
| “ | Vì hiền đệ khả kính Raphael Nguyễn Văn Diệp, nắm giữ cương vị và quyền giám mục phó giáo phận tại Vĩnh Long, quê hương ngài ròng rã 25 năm, nay ước nguyện rời khỏi nhiệm vụ nặng nề này làm cho đấng bản quyền của giáo phận thiếu sự trợ lực vững chắc để thực hiện các việc tông đồ của giám mục... Ta nghĩ đến con, ta biết con có lòng đạo đức và trung thành đối với Đức Kitô và Hội thánh, ta nhận thấy con có sự khôn ngoan trong phán đoán và khả năng thi hành những tác vụ giám mục, bởi vậy ta lấy quyền Tông toà tuyển chọn và bổ nhiệm con theo giáo luật... | ” |

### Giám mục chính tòa Vĩnh Long
Ngày 3 tháng 7 năm 2001, Tòa Thánh loan tin Giáo hoàng chấp nhận đơn xin về hưu của giám mục Nguyễn Văn Mầu. Giám mục phó Nguyễn Văn Tân tiếp nhận vai trò giám mục chính tòa Giáo phận Vĩnh Long trong cùng ngày. Ông là giám mục giáo phận Vĩnh Long đầu tiên xuất thân từ chính giáo phận này.
Cơn bão số 9 năm 2006 (Durian) đi vào miền Nam Việt Nam, qua phần đất thuộc giáo phận Vĩnh Long. Cơn bão đi qua đã tàn phá nặng nề các cơ sở vật chất như nhà dân, nhà thờ, các vườn cây bị phá hủy, cùng với vụ lúa bị mất trắng do dịch bệnh rầy nâu trước đó, để lại khung cảnh điêu tàn. Lúc này giám mục Tôma Nguyễn Văn Tân đã viết thư kêu gọi sự hỗ trợ. Giám mục Tân cho biết, giáo phận Vĩnh Long trong hoàn cảnh khốn khổ xin được hỗ trợ bằng lời cầu nguyện hay vật chất, thông qua Ủy ban Bác ái Xã hội trực thuộc Hội đồng Giám mục Việt Nam.
Ngày 17 tháng 12 năm 2007, giám mục Nguyễn Văn Tân cử hai linh mục đến gặp linh mục Quản lý (còn gọi là Bề trên) dòng Đồng Công Gioan Maria Đoàn Phú Xuân và linh mục này đồng ý khi nào nguyên giám mục phó Raphael Nguyễn Văn Diệp qua đời thì sẽ đưa thi hài về an táng tại Vĩnh Long. Tuy vậy, sau khi giám mục Diệp qua đời, linh mục Xuân cho biết giám mục Diệp đã rời khỏi Vĩnh Long để đi hưu tại dòng, có ý muốn được sống và an táng tại dòng. Giám mục Diệp qua đời ngày 20 tháng 12 và giám mục Tân cử hành lễ cầu nguyện sau đó vào ngày 22 tháng 12 cùng năm.
Tháng 5 năm 2008, giám mục Tân viết thư gửi giáo dân, nói về vấn đề yêu cầu chính quyền trao trả lại cơ sở của Dòng Nữ Tu Thánh Phaolô đã được tiếp quản năm 1977. Cuối thư, ông kêu gọi giáo dân không được im lặng, và cho rằng việc im lặng là đồng lõa với bất công. Ngày 18 tháng 12 cùng năm, Nguyễn Văn Tân nói về phần đất ở số 3 Nguyễn Trường Tộ (nay là Tô Thị Huỳnh), sau văn thư trước nhắc đến lô đất này chuẩn bị được xây dựng thành một khách sạn vào giữa tháng 5 năm 2008. Hoàn cảnh ra đời của bức thư, giám mục Vĩnh Long cho biết là viết sau khi chính quyền công bố việc xây dựng quảng trường tại lô đất này ngày 12 tháng 12 trước đó. Trong thư này, ông nêu lên việc cơ sở của Dòng Tu Viện Dòng Thánh Phaolô bị tháo dỡ năm 2003, bày tỏ sự xót xa của mình đối với cộng đoàn nữ tu bị đuổi ra đường trong hoàn cảnh trắng tay với tội danh mà ông này cho là giả tạo: "đào tạo lớp trẻ bất hạnh trở thành lực lượng chống đối cách mạng giải phóng dân tộc". Đồng thời, giám mục Tân cũng nêu cảm nghĩ rằng tiếng nói quyền lực đã lấn át tiếng nói của công lý và lương tâm, trong thời đại trọng vật chất hơn đạo đức. Nhận định về bức thư này, linh mục Pascal Nguyễn Ngọc Tỉnh O.F.M. cho rằng tiếng nói của giám mục Nguyễn Văn Tân giống như tiếng kêu trong sa mạc và giám mục Tân sẽ gặp nhiều khó khăn trong công việc mục vụ như: không được xuất ngoại để xin viện trợ, không được cấp phép xây dựng, không được tổ chức các buổi lễ trọng thể,...
Cuối tháng 10 năm 2009, giám mục Nguyễn Văn Tân viết thư ngỏ gửi đến giáo dân nhân dịp lễ Các Thánh. Trong thư, ông đề cập nhiều vấn đề lịch sử giáo phận sau giải phóng năm 1975, tranh chấp đất đai cơ sở cũ dòng nữ Thánh Phaolô. Cuối thư, nhân dịp nói đến địa điểm tranh chấp đang dự tính làm quảng trường cho người dân Vĩnh Long vui chơi, giám mục Tân nhắc lại việc công viên cây xanh Nguyễn Thị Minh Khai trước đó là nghĩa trang Công giáo, còn có rất nhiều hài cốt còn nằm lại trong lòng đất tại địa điểm này. Các linh mục giáo phận Vĩnh Long mà đại diện là các linh mục quản hạt ủng hộ bức thư này của giám mục Tân và bảy tỏ sẽ giải thích cho giáo dân tìm hiểu về giai đoạn lịch sử này của giáo phận.
Nguyễn Văn Tân sống đơn sơ nhưng giàu tình cảm và dành sự quan tâm đặc biệt đến vấn đề ơn gọi tu trì, chủng sinh và giáo dân. Ông từng sang Pháp thăm vị tiền nhiệm là giám mục Antôn Nguyễn Văn Thiện hai lần, lần cuối là vào dịp Ad Limina 2009 của Hội đồng Giám mục Việt Nam. Giám mục Thiện mù lòa trong hơn 40 năm và đã lãng tai, nên giám mục Tân thường nhắn nhủ những người thân quen đến thăm vị này. Giám mục Tân cũng ước mong xây Nhà hưu dưỡng cho các linh mục giáo phận Vĩnh Long. Ngày 16 tháng 10 năm 2010, ông cùng các linh mục cử hành nghi thức đặt viên đá đầu tiên cho việc khởi công xây cất nhà hưu dưỡng và nay đã hoàn thành.
Giám mục Tân cũng dành sự quan quan tâm đến người tiền nhiệm và tổ chức lễ tạ ơn mừng Kim Khánh 50 năm giám mục của giám mục Antôn Nguyễn Văn Thiện tại giáo phận Vĩnh Long ngày 22 tháng 1 năm 2011. Ngày 13 tháng 5 năm 2012, giám mục Thiện qua đời và được chôn cất tại Pháp. Tại Việt Nam, Nguyễn Văn Tân chủ sự lễ cầu nguyện vào ngày 18 cùng tháng tại nhà thờ chủng viện Vĩnh Long, đồng tế còn có hơn 30 linh mục trong giáo hạt Vĩnh Long. Giám mục Tân cũng đề cử đức ông Barnabê Nguyễn Văn Phương, thay mặt ông và đại diện giáo phận Vĩnh Long, từ Rôma bay sang Pháp dự lễ an táng.
Vào dịp mừng lễ kính trái tim vô nhiễm ngày 16 tháng 10 năm 2012, giám mục Nguyễn Văn Tân cho rước tượng Đức Mẹ Fatima thánh du đi khắp các họ đạo lớn nhỏ trong giáo phận thời gian trong vòng một năm nhằm mục đích ban ơn sám hối và chữa lành hồn xác cho các tín hữu. Ông cũng đã cho tổ chức mừng 75 năm thành lập giáo phận Vĩnh Long vào ngày 8 tháng 1 năm 2013.
Ngày 4 tháng 2 năm 2013, Nguyễn Văn Tân tham dự lễ tang người tiền nhiệm là giám mục Giacôbê Nguyễn Văn Mầu. Tang lễ do hồng y Gioan Baotixita Phạm Minh Mẫn – tổng giám mục Tổng giáo phận Thành phố Hồ Chí Minh chủ tế, đồng tế có rất nhiều giám mục Việt Nam cùng đông đảo linh mục. Ngày 2 tháng 8 cùng năm, giám mục Tân về quê cử hành thánh lễ an táng cho người anh thứ tư, lúc này gia đình ông chỉ còn lại hai chị em.

### Qua đời

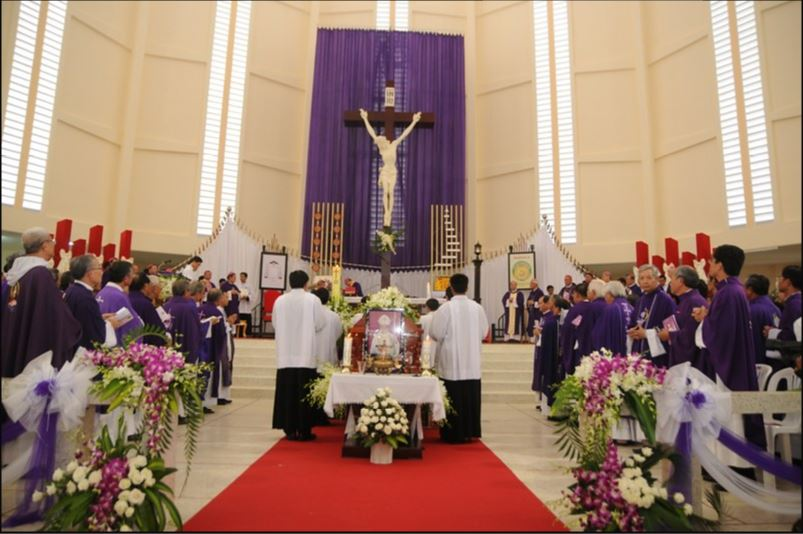
Lễ tang cố giám mục Nguyễn Văn Tân

Giám mục Nguyễn Văn Tân qua đời vào lúc 21 giờ ngày 17 tháng 8 năm 2013 tại nhà thờ chính tòa giáo phận Vĩnh Long vì bị nhồi máu cơ tim, hưởng thọ 73 tuổi. Giáo phận Vĩnh Long cho biết hai ngày trước đó ông vẫn khỏe mạnh và đã cử hành lễ Đức Mẹ hồn xác lên trời và kỷ niệm 13 năm làm giám mục. Sự qua đời của ông để lại một Giáo phận Vĩnh Long trống toà vì giáo phận lúc đó chưa có giám mục phó. Trước đó, vào 4 giờ sáng cùng ngày, giám mục Giuse Hoàng Văn Tiệm, giám mục chính tòa Giáo phận Bùi Chu, cũng qua đời vì nhồi máu cơ tim. Vậy là cùng một ngày, hai giám mục Việt Nam đương chức qua đời vì nhồi máu cơ tim. Lễ an táng cố giám mục Vĩnh Long được cử hành vào ngày 22 tháng 8 năm 2013 với vị chủ tế là Tổng giám mục Tổng giáo phận Hà Nội Phêrô Nguyễn Văn Nhơn, Chủ tịch Hội đồng Giám mục Việt Nam, đồng tế có tổng giám mục Leopoldo Girelli và 18 giám mục khác và hơn 300 linh mục trong và ngoài giáo phận. Số giáo dân tham dự khoảng hơn 10.000 người, giám mục Phaolô Bùi Văn Đọc, giám mục chính tòa giáo phận Mỹ Tho giảng lễ. Thi hài cố giám mục được an táng tại Nhà thờ chính tòa Vĩnh Long.
Sau khi giám mục Nguyễn Văn Tân qua đời, giáo phận Vĩnh Long trống tòa, hội đồng linh mục giáo phận chọn linh mục Phêrô Dương Văn Thạnh làm linh mục giám quản. Giáo dân các giáo họ trong giáo phận tích cực cầu nguyện xin cho giáo phận có Tân giám mục. Ngày 7 tháng 10 năm 2015, Giáo hoàng Phanxicô bổ nhiệm linh mục Phêrô Huỳnh Văn Hai hiện là Trưởng ban mục vụ văn hóa và là thành viên Ban Giảng huấn của giáo phận làm giám mục chính tòa giáo phận Vĩnh Long, kế vị giám mục Nguyễn Văn Tân qua đời cách đó hai năm.

## Đóng góp
Giám mục Tôma Nguyễn Văn Tân được nhận định đã bổ nhiệm và thuyên chuyển các linh mục đúng chỗ và đúng việc, ông cũng thúc đẩy làm việc với các Ban trực thuộc Ủy ban giám mục của Hội đồng Giám mục Việt Nam: Giáo lý, Phụng vụ, Giới trẻ, Thiếu nhi,.. Ngoài ra, giám mục Tân quan tâm và đặc biệt chú ý tình trạng đạo đức của giáo dân khi bước vào thời kì xã hội thế tục hoá như vấn đề di dân, nghèo khó, thất nghiệp, thất học,... Hằng năm, ông tổ chức những ngày đại hội giới trẻ, thiếu nhi, gia đình, các khóa giáo lý nâng cao cho giáo dân, để giới thiệu lại cho gia đình hoặc công tác với các linh mục giảng dạy giáo lý Công giáo tại các giáo xứ.
Nguyễn Văn Tân cũng phát triển và xây dựng mới các nhà thờ cũ và xuống cấp trong giáo phận Vĩnh Long. Tính đến thời điểm năm 2013, hầu hết các nhà thờ Công giáo trong giáo phận được xây dựng mới hoặc được sửa chữa nâng cấp. Ngoài ra giám mục Tân cũng cho sửa chữa Toà giám mục và Tiểu chủng viện Vĩnh Long.
Ngoài ra, Nguyễn Văn Tân cũng là một giám mục Công giáo hết sức quan tâm và phát triển ơn gọi. Ông thường nhắc nhở các linh mục quản nhiệm các giáo xứ thuộc giáo phận Vĩnh Long chú ý đến ơn gọi tu sĩ nam nữ bằng cách giúp đỡ vật chất và tinh thần cho các chủng sinh và các dòng tu trong giáo phận. Ông quan tâm và giúp đỡ nhiều việc trong công cuộc đào tạo linh mục, tu sĩ, ông còn tổ chức các khoá huấn luyện và bồi dưỡng cho các nữ tu thuộc hai Hội dòng Mến Thánh Giá và các linh mục trong địa phận của mình. Giám mục Tân cũng quan tâm đến đời sống của các linh mục hưu dưỡng vì chưa có chỗ ở đầy đủ và thích hợp. Để khích lệ và an ủi những gia đình tu sĩ có cha mẹ qua đời, ông đến cử hành thánh lễ an táng và dĩ nhiên khi các linh mục trong giáo phận qua đời ông cũng thực hiện như vậy.
Ngoài các công việc có ích cho Công giáo, Nguyễn Văn Tân còn quan tâm đến vấn đề phát triển xã hội: liên lạc với các linh mục và nữ tu trong ban Bác ái Xã hội và hướng dẫn chương trình hành động cụ thể giúp đỡ người nghèo như: xây dựng và sử dụng nguồn nước sạch, tạo vốn cho những người nghèo có điều kiện làm ăn sinh sống,... Giáo phận Vĩnh Long cũng là một trong hai giáo phận đầu tiên triển khai nguồn vốn cho vay tín dụng không lãi suất dành cho người nghèo, cùng với Giáo phận Đà Lạt.
Giám mục Tôma Nguyễn Văn Tân được xem là người đã mang đến cho giáo phận Vĩnh Long nguồn sức sống mới, củng cố và phát triển giáo phận một cách vững mạnh.

## Nhận định
Trong bài viết Phân tích vấn đề Đức Tổng giám mục Giuse Ngô Quang Kiệt từ chức, Nguyễn Long Thao đưa ra nhận định:
| “ | Một sự thật hiển nhiên không cần kiểm chứng là giáo dân cũng như nhiều ngưòi Việt Nam khác đang rất quý trọng tư cách và lập trường của Đức Tổng giám mục Ngô Quang Kiệt, Đức Cha Cao Đình Thuyên của giáo phận Vinh và Đức Cha Nguyễn Văn Tân của giáo phận Vĩnh Long. Các vị này được coi là những người đặt quyền lợi giáo hội, công lý và sự thật trên quyền lợi cá nhân. | ” |

## Tông truyền
Giám mục Tôma Nguyễn Văn Tân được tấn phong giám mục năm 2000, thời Giáo hoàng Gioan Phaolô II, bởi:
- Chủ phong: Giám mục chính tòa Giáo phận Vĩnh Long Giacôbê Nguyễn Văn Mầu.
- Hai vị phụ phong: Phêrô Nguyễn Soạn, giám mục chính tòa Giáo phận Quy Nhơn và Raphael Nguyễn Văn Diệp, nguyên giám mục phó Giáo phận Vĩnh Long.